# Monori találkozó
A monori találkozó a monorierdei kempingben 1985. június 14–16. között megtartott összejövetel volt, melyen az egymástól elszigetelt demokratikus ellenzék képviselőin kívül, reformközgazdászok, történészek, népi írók, a Kádár-rendszerrel szemben álló művészek is részt vettek; összesen negyvenöten. A tanácskozás mérföldkő az 1956 utáni magyar és közép-kelet-európai ellenzéki mozgalmak történetében.
Az akkor illegális rendezvény, a magyarországi rendszerváltás előtti ellenzéki körök és csoportosulások, összességében a demokratikus ellenzék első és igazából egyetlen olyan találkozója volt, melyen mind az „urbánus”, mind a „népi” frakció jelen volt és valamiben egyetértésre jutott. A külföldi emigrációban is jelentős figyelem kísérte az ellenzéki értelmiség két szárnyának – a „népieknek” és a „létező szocializmusból kiábrándultaknak” – Monoron (Monorierdőn) tartott találkozóját.
A tanácskozás fő témái: 1956 politikai öröksége, a határon túli magyarság helyzete, az emberi és állampolgári jogok és a gazdasági reformok esélyei. A referátumokat a Donáth Ferenc által szorgalmazott „ellenzéki népfront” jegyében Csurka István „Új magyar önépítés”, Csoóri Sándor kisebbségi kérdésekről, Bauer Tamás gazdaságpolitikai kérdésekről és Kis János „Korlátainkról és lehetőségeinkről” tartotta.
Az 1985-ös jegyzőkönyv a monori kempingben rendezett találkozóról azt a ritka pillanatot örökíti meg, amikor majdnem mindegyik disszidens-irányzat, különböző világlátású és vérmérsékletű emberek, a népfront-gondolat jegyében együtt jelentek meg egy konferencián. Együtt azonban csak egyetlen dologban tudtak egyetértésre jutni, ez pedig a kommunista diktatúra elvetése volt.

## Előzmények
1980 októberében készült el a Bibó-emlékkönyv. Kezdetben nem szamizdatnak szánták, de a kiadást a Gondolat Kiadó visszautasította. Az emlékkönyv gyakorlatilag a Kádár-rendszer hazugságokra épült közmegegyezésének nyílt felmondása volt, a magyar értelmiség történelmi tudata felébredését jelentette.
1984 nyarán tizenkilenc prominens értelmiségi Kádár Jánoshoz fordult javaslataival. Arra igyekeztek rábírni az MSZMP-t, hogy vegye elsőrendű teendői közé a nemzet sorskérdéseinek rendezését. Az ígéretek ellenére nem történt előrelépés. Ráadásul hiába ragaszkodtak a legalitáshoz, nézeteik a nyilvánosságban egyre kevésbé kaptak helyet.
Ez oda vezetett, hogy többük mind erőteljesebben vett részt illegális akciókban. Csoóri Sándor – az állambiztonság kiemelt megfigyeltje – és Csurka István például külföldi publikációikban bírálták a rendszert: Csoóri Duray Miklós 1983-ban az Egyesült Államokban megjelent „Kutyaszorító” című kötetéhez írt előszavában már erőteljesen ostorozta a szocializmus végiggondolatlan eszmerendszerét és gyakorlatát, Csurka 1985-ös monori előadása megjelent az emigráns müncheni Nemzetőrben, 1986. március 15-i New York-i ünnepi beszédében pedig – amelyet a Szabad Európa Rádió is beolvasott – 1956-ot csodának, tüneménynek nevezte.
A népiek itthoni írásai is gyakran okoztak botrányt (így Nagy Gáspár híres, „A fiú naplójából” című , a Tiszatáj 1986. júniusi számában megjelent költeményével). Ők tehát egyértelműen ellenzéki tevékenységet folytattak.
A nyolcvanas évek közepén a népi ellenzék Csoóri Sándor és Csurka István körül kristályosodott ki. A politikai vezetés többször is fellépett a „nacionalista veszéllyel” szemben, és kíméletlen szankciókat alkalmazott: szilenciumot róttak ki Csoórira és Csurkára, majd felfüggesztették a Tiszatáj megjelenését, menesztették a lap szerkesztőségét.
Hiába teljesült közben a népiek néhány követelése (1985-ben engedélyezték a Bethlen Alapítványt, 1986-ban megjelent az Erdély története című kötet), 1986 végére a helyzet elmérgesedett: a népiek az írószövetség közgyűlésén felvették a harcot a kultúrpolitika irányítóival, és jelentősen megerősítették pozícióikat a szövetség irányító testületeiben – súlyos vereséget és presztízsveszteséget okozva ezzel a politikai vezetésnek.
Részlet egy korabeli állambiztonsági jelentésből:
„1985. február 24–26-a között Jerry Laber vezetésével Magyarországon tartózkodott a Helsinki Bizottság küldöttsége. Előzetes információkat gyűjtöttek az Európai Kulturális Fórummal kapcsolatban. A küldöttség programjait »Kormos« (Bence György) szervezte. Biztosította, hogy találkozó jöjjön létre a csoport tagjai és »Molnár« (Kis János), »Szeges« (Kőszeg Ferenc), »Elvakult« (?), »Pörge« (Haraszti Miklós) fedőnevű célszemélyekkel. »Kormos« tájékoztatta »Csókást« (Csoóri Sándort), aki ezt fontosnak minősítette. Az Európai Kulturális Fórum időszakában irodát fognak bérelni a külföldi újságírók számára, és mindent el fognak követni, hogy az érintettek által javasolt kérdések hangot kapjanak a tanácskozáson.”

## Története
1985-ben Budapesten, a leggyakrabban a Rákóczi úti Bástya étteremben találkozó szervező bizottság abban állapodott meg, hogy feltérképez minden, a hivatalostól eltérő véleményű, a nyilvánosság előtt valamilyen formában már megjelent szellemi csoportot, s mindegyikből meghív két-két képviselőt Monorierdőre. A monorierdei kempingben 45 ember, a Kádár-rendszer korabeli értelmiségi ellenzéke „ülésezett”.
A szervezők megpróbálták félrevezetni a hatóságokat. Kenedi János a helyszín kiválasztásakor, hogy megzavarja az ellenzékieket figyelő ügynököket, két megbízható ismerőse, a Siótournál dolgozó Nagy Mária és Szombathelyi Júlia segítségével egyszerre három magyarországi kempingben is foglalt szállást a félszáz résztvevő részére. A meghívottak helyszínre utazása kémfilmbe illő volt. 
„Legtöbbjüket már egy-két hónappal előbb személyesen értesítettem, hogy melyik időszakban várható a találkozó, ám csak annyit árultam el, hogy egy csütörtöki nap kapnak egy üzenetet, hogy pénteken mikor és hol kell beszállniuk egy autóba”
Így a meghívottak közül, aki akart – 45 ilyen személyről tud a találkozóról készült jegyzőkönyv -, akadálytalanul jutott el a monori kempingbe. Egy feltehetően lehallgatási feladatokkal megbízott „lakókocsi” a második nap már ott táborozott mellettük a kempingben. 
„Aczél magához hívatott, és fenyegető hangon közölte velem, hogy mint az írószövetség alelnöke, nem vehetek részt ilyen rendezvényen”
„a monori találkozó előkészületeiről barátaimtól pontosan tudtam mindent (...) a készülő felszólalásoknak egy részét jó előre megismertem”
A találkozó a házigazdája és egyik vezéralakja Donáth Ferenc volt. Habár a tanácskozás érdemi eredményt nem hozott, a demokratikus ellenzék két frakciója, a népi és az urbánus egyetlen dologban mégis egyetértésre jutott; a diktatúra elvetésében.
Donáth Ferenc bevezetője előtt a résztvevők kézhez kapták és elolvasták a tanulmányokat, s elhangzott az első szóbeli vitaindító, Szabó Miklós reflexiója Csurka István vitaindítójához, az „Új magyar önépítés”-hez.

A vita első felszólalója, Csengey Dénes volt

A vita első felszólalója, Csengey Dénes kérdéseket tett fel, a találkozó céljait, lehetséges végeredményét igyekezett tisztázni.
Donáth ekkor újra, kissé részletesebben fogalmazta meg a találkozó célját, az eszmecserét, magyarázatképpen hozzáfűzve a résztvevők körének meghatározását:
„Azért választottuk ezt a célt, mert jelenlegi helyzetünkből indultunk ki. Lényegében laza csoportok azok, amelyek itt többé-kevésbé képviselve vannak. Egymástól külön teszik a dolgukat. Bizonyos vagyok benne, hogy a jövőben növekedni és sokasodni fognak, ezt helyzetünk alakulása fogja magával hozni. […] Én tehát amellett vagyok, hogy annak érdekében cseréljük itt ki a gondolatainkat, hogy valamennyi ilyen laza kör jobban, másokról, más célokról és törekvésekről többet tudva folytathassa, amit maga tesz. Ennél messzebbre lehet éppen menni, de úgy érzem, hogy jelenleg nem kívánatos.”

– Donáth Ferenc monori tanácskozáson elhangzott beszédéből

### Előadások és korreferátumok
Az előadók közül a demokratikus ellenzéket Kis János, Kenedi János és Szabó Miklós, a népieket Csoóri Sándor és Csurka István, az 56-osokat Donáth Ferenc és Vásárhelyi Miklós, a reformközgazdászokat pedig Bauer Tamás és Laki Mihály képviselte.
- Donáth Ferenc: Megnyitó szavak[2]
- Csurka István: Új magyar önépítés
- Szabó Miklós: Még néhány szó a magyar önépítésről
- Csoóri Sándor: Eltemetetlen gondok a Dunatájon
- Kenedi János: Demokratának lenni: igen, de miért?
- Bauer Tamás: I. Nyolc észrevétel a kongresszusi irányelvekhez
- Laki Mihály: Négy kiegészítés Bauer Tamás írásaihoz
- Kis János: Korlátainkról és lehetőségeinkről
- Vásárhelyi Miklós: A magyar út a világban

### Résztvevők
```

```

| Monori (monorierdői) találkozó résztvevői | Monori (monorierdői) találkozó résztvevői                                    |
| Kattints az alábbi külső linkek egyikére! | Kattints az alábbi külső linkek egyikére!                                    |
| ----------------------------------------- | ---------------------------------------------------------------------------- |
| Nem található szabad kép.(?)              |                                                                              |
| külső link · jogvédett                    | A monorierdői kemping bejárata                                               |
| külső link · jogvédett                    | Donáth Ferenc, aki a találkozó házigazdája és egyik vezéralakja volt         |
| külső link · jogvédett                    | Csoóri Sándor, költő a kisebbségi kérdésekről tartott előadást               |
| külső link · jogvédett                    | Kőszeg Ferenc a demokratikus ellenzék képviseletében vett részt a találkozón |
| külső link · jogvédett                    | Csengey Dénes író                                                            |

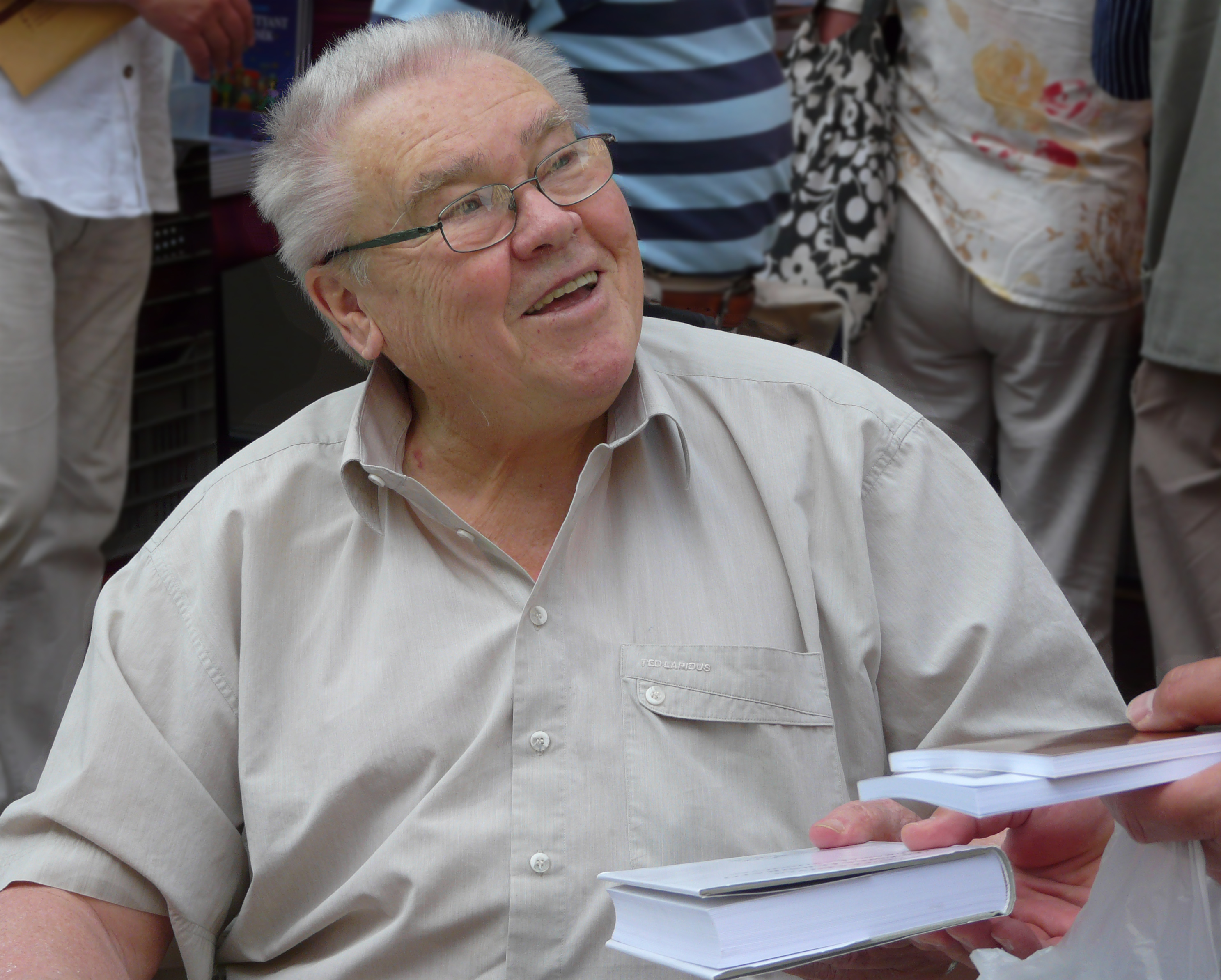
Csurka István író, dramaturg, később a MIÉP elnöke
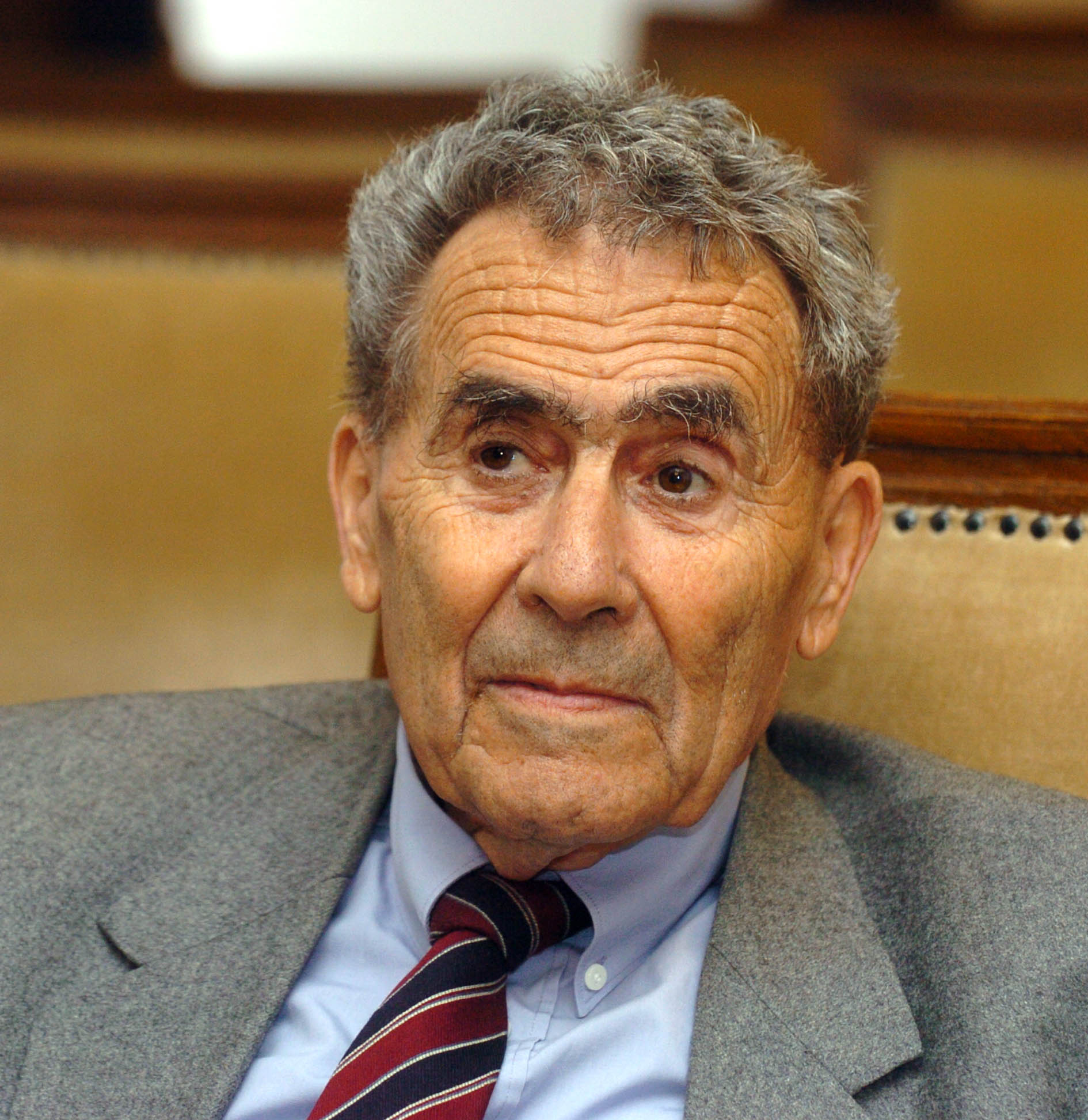
Litván György történész
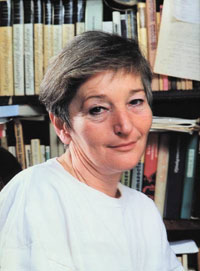
Solt Ottilia, akkoriban a SZETA elnöke
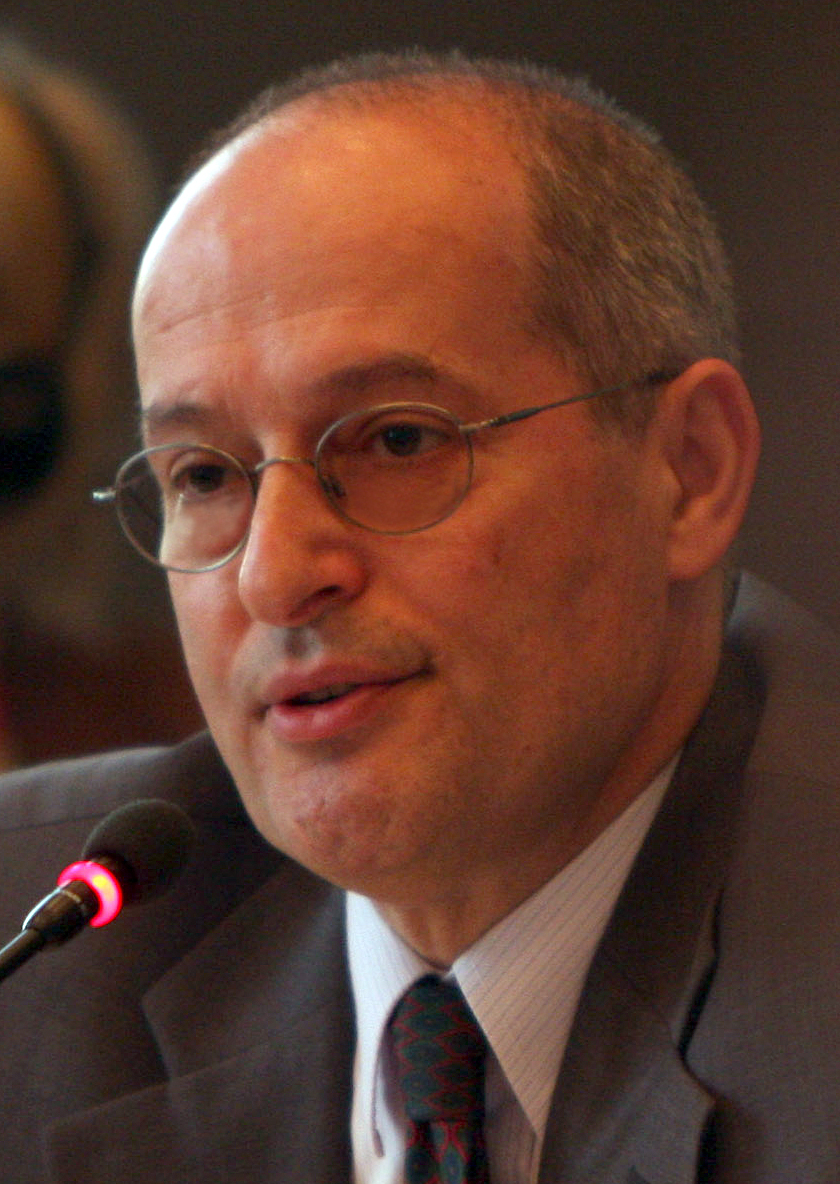
Haraszti Miklós, később a Szabad Demokraták Szövetségének (SZDSZ) alapító tagja
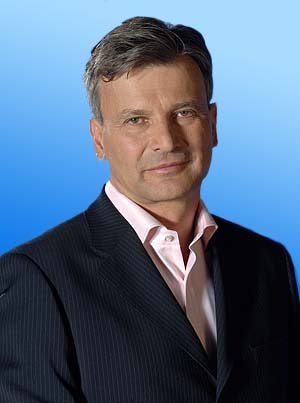
Demszky Gábor szociológus
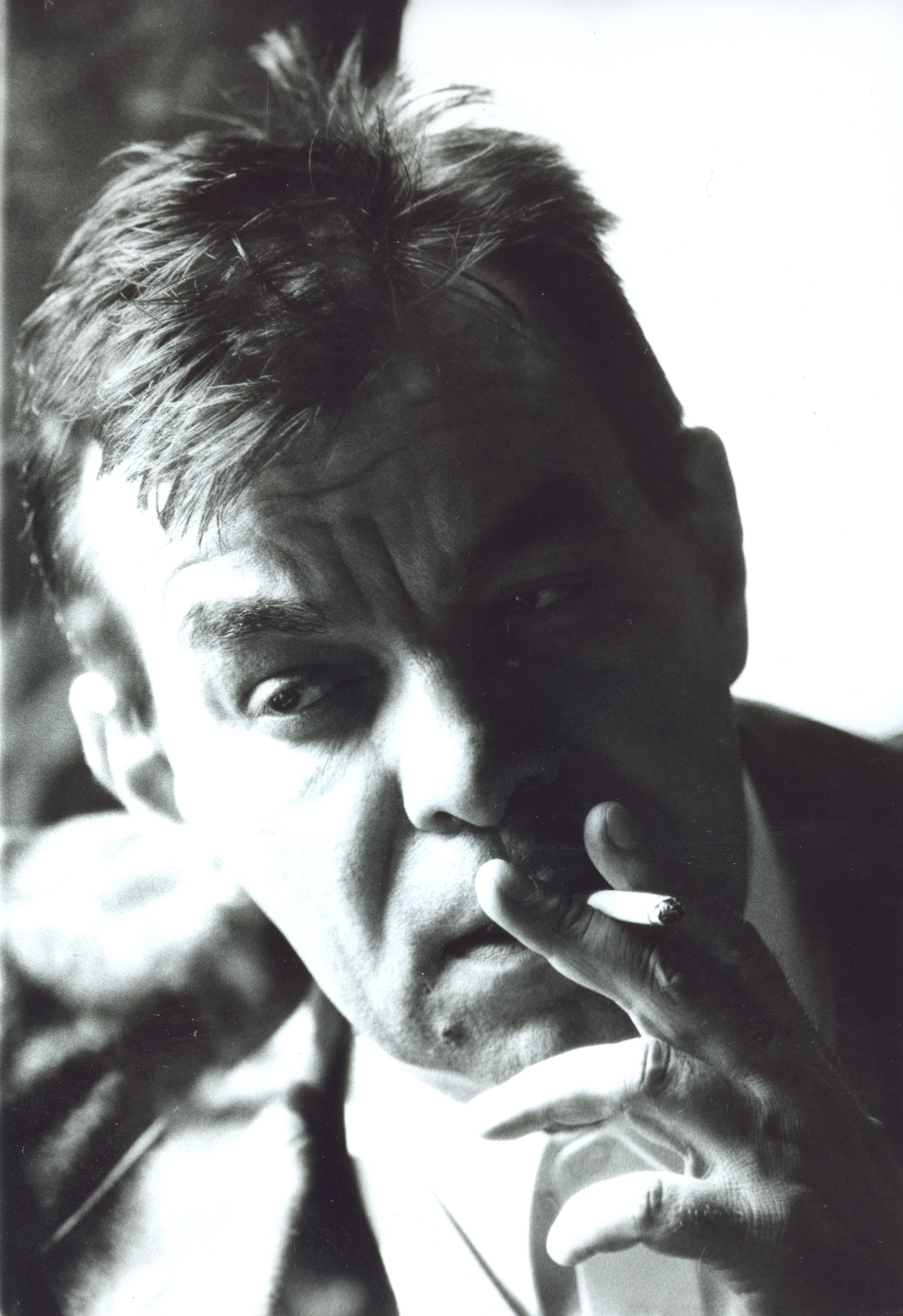
Rajk László építész
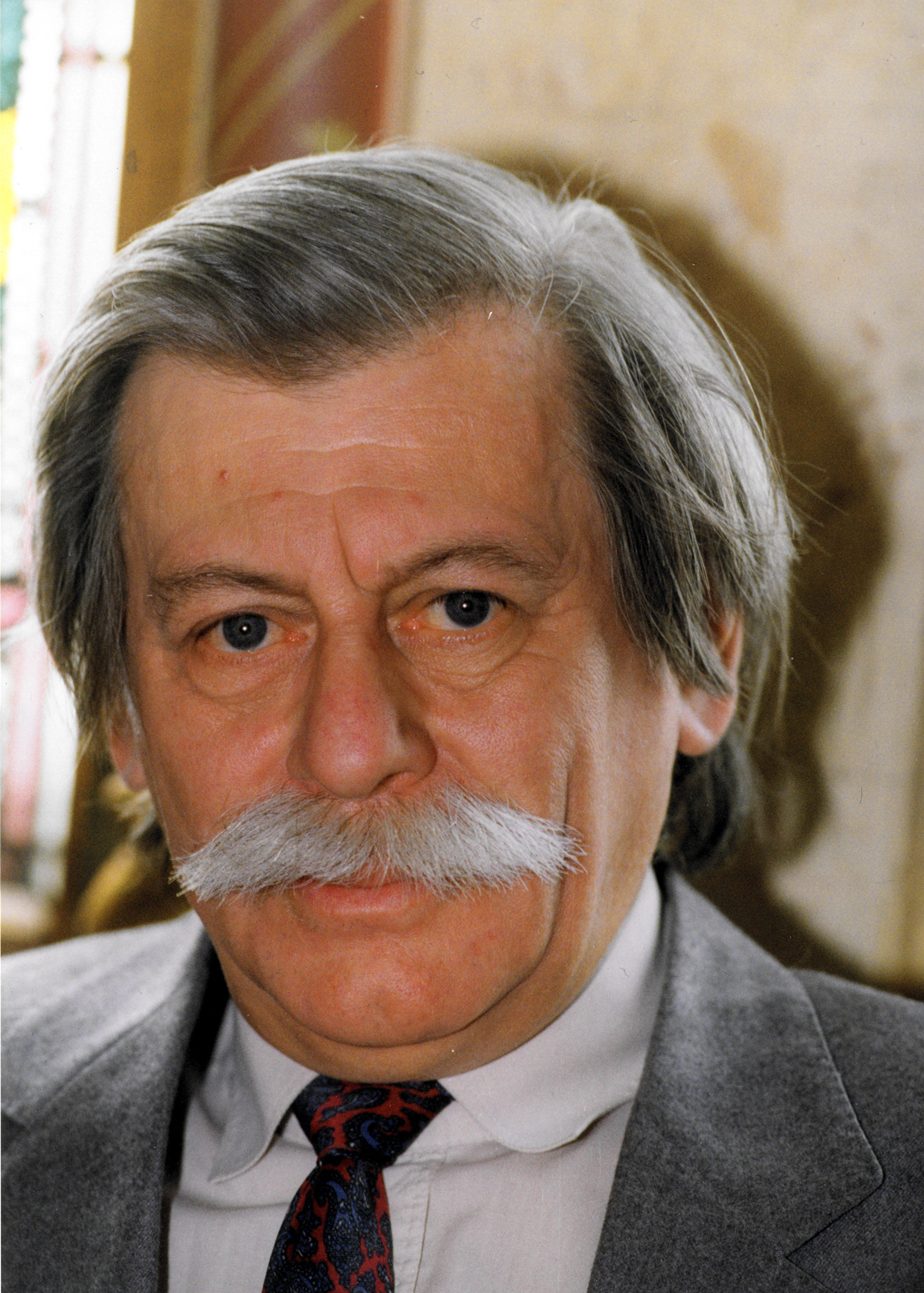
Szabó Miklós történész, később a Szabad Demokraták Szövetségének (SZDSZ) alapító tagja
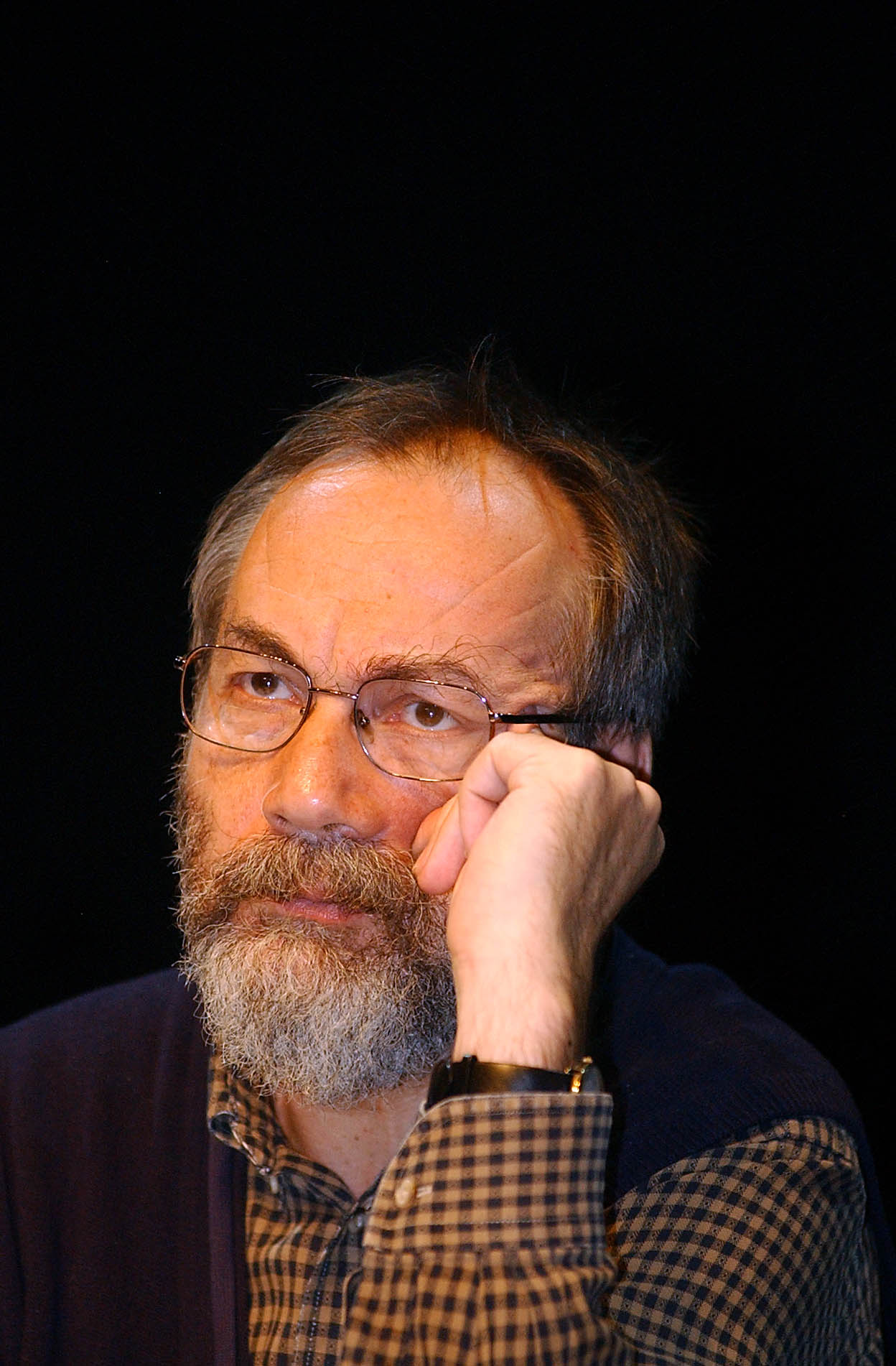
Tamás Gáspár Miklós filozófus
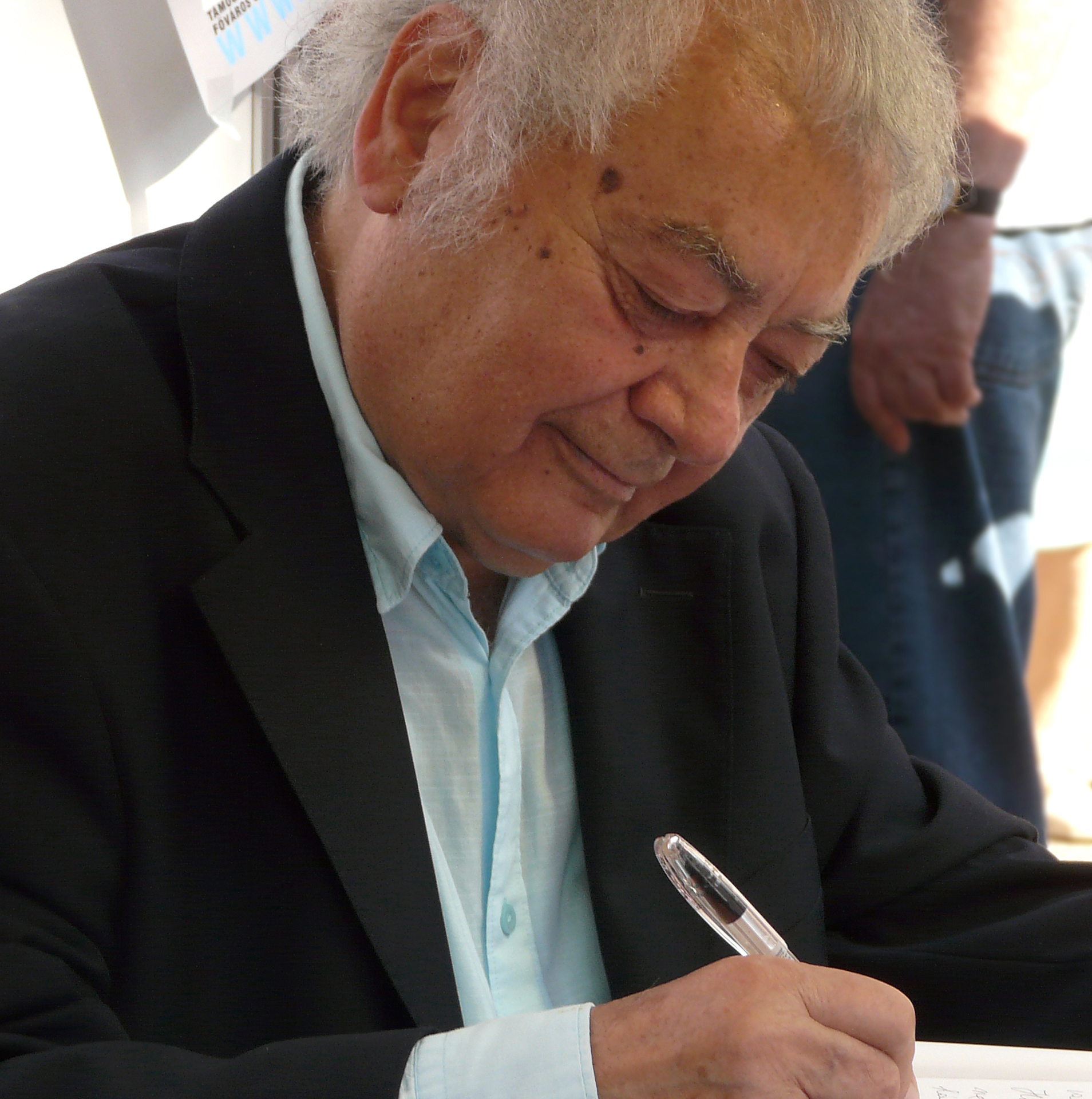
Csoóri Sándor író

További résztvevők: 
Antal László közgazdász, 
Bauer Tamás közgazdász, 
Bence György filozófus, 
Benda Gyula történész, 
Benda Kálmán történész, 
Csengey Dénes író, 
Donáth Ferenc közgazdász, 
Elek István kritikus, 
Fekete Gyula író, 
Für Lajos történész, 
Halda Alíz tanár, 
Havas Gábor szociológus, 
Kenedi János kritikus, 
Kis János filozófus, 
Kiss Ferenc irodalomtörténész, 
Konrád György író, 
Kósa Ferenc filmrendező, 
Laki Mihály közgazdász, 
Lengyel László közgazdász, 
Levendel László orvos, 
Mészöly Miklós író, 
Perjés Géza történész, 
Radnóti Sándor kritikus, 
Réz Pál kritikus, 
Sára Sándor filmrendező, 
Sinkovits Imre színművész, 
Szalai Erzsébet közgazdász, 
Szűcs Jenő történész, 
Tardos Márton közgazdász, 
Tornai József író, 
Varga Domonkos író, 
Vargha János újságíró, 
Vargyas Lajos népzenekutató, 
Vági Gábor szociológus, 
Vásárhelyi Miklós sajtótörténész, 
Vekerdi László tudománytörténész.

## Következményei
1986-ban a monori találkozón is részt vevő írók levélben kérték az MSZMP KB-től a Tiszatáj című folyóirat újraengedélyezését.
Donáth Ferenc javaslatára 1984-től kezdték szervezni az ellenzéki csoportok első közös illegális találkozóját, azzal a céllal, hogy közös Társadalmi Tanácsot állítanak fel.
Az 1985-ös monori találkozó nem hozott gyakorlati eredményeket, de lehetővé tette a csoportok összehangolódását, forgatókönyvek végiggondolását. Donáth Ferenc személyes tekintélye és az '56-osok súlya, befolyása nélkül az ellenzéki körök sohasem ültek volna le egymással. Nem véletlen, hogy elhatározták: 1986 októberében sor kerül egy 1956-tal foglalkozó konferenciára.
Donáth halála, a külső és belső körülmények megváltozása azonban lehetetlenné tette, hogy az 1986-os konferencia a monorierdői kempingben megfogalmazottaknak egy magasabb szintű ismétlődése legyen.
1987-ben fogalmazódott meg a gondolat a demokratikus ellenzék Társadalmi szerződés c. programjában, hogy „Kádárnak mennie kell”.
Monoron még megvolt az egység, ez 1987-ben, az MDF alakulását eredményező lakitelki találkozó kapcsán bomlott szét. Sokan feltételezik, hogy ha Donáth Ferenc még élt volna, talán a lakitelki találkozó idején is meg lehetett volna őrizni a rendszerváltó értelmiség egységét, és az SZDSZ az MDF-fel egységes párttá alakulva indulhatott volna az MSZP-vel szemben az 1990-es választásokon.